# Trypeticus nemorivagus
Trypeticus nemorivagus är en skalbaggsart som beskrevs av Lewis 1892. Trypeticus nemorivagus ingår i släktet Trypeticus och familjen stumpbaggar. Inga underarter finns listade i Catalogue of Life.